# Rugidia
Rugidia es un género de foraminífero bentónico de la subfamilia Baggininae, de la familia Bagginidae, de la superfamilia Discorboidea, del suborden Rotaliina y del orden Rotaliida. Su especie tipo es Sphaeroidina corticata. Su rango cronoestratigráfico abarca el Holoceno.

## Clasificación
Rugidia incluye a las siguientes especies:
- Rugidia corticata
- Rugidia minuta
- Rugidia simplex

Otra especie considerada en Rugidia es:
- Rugidia spinosa, de posición genérica incierta